# Lucie Hammecke

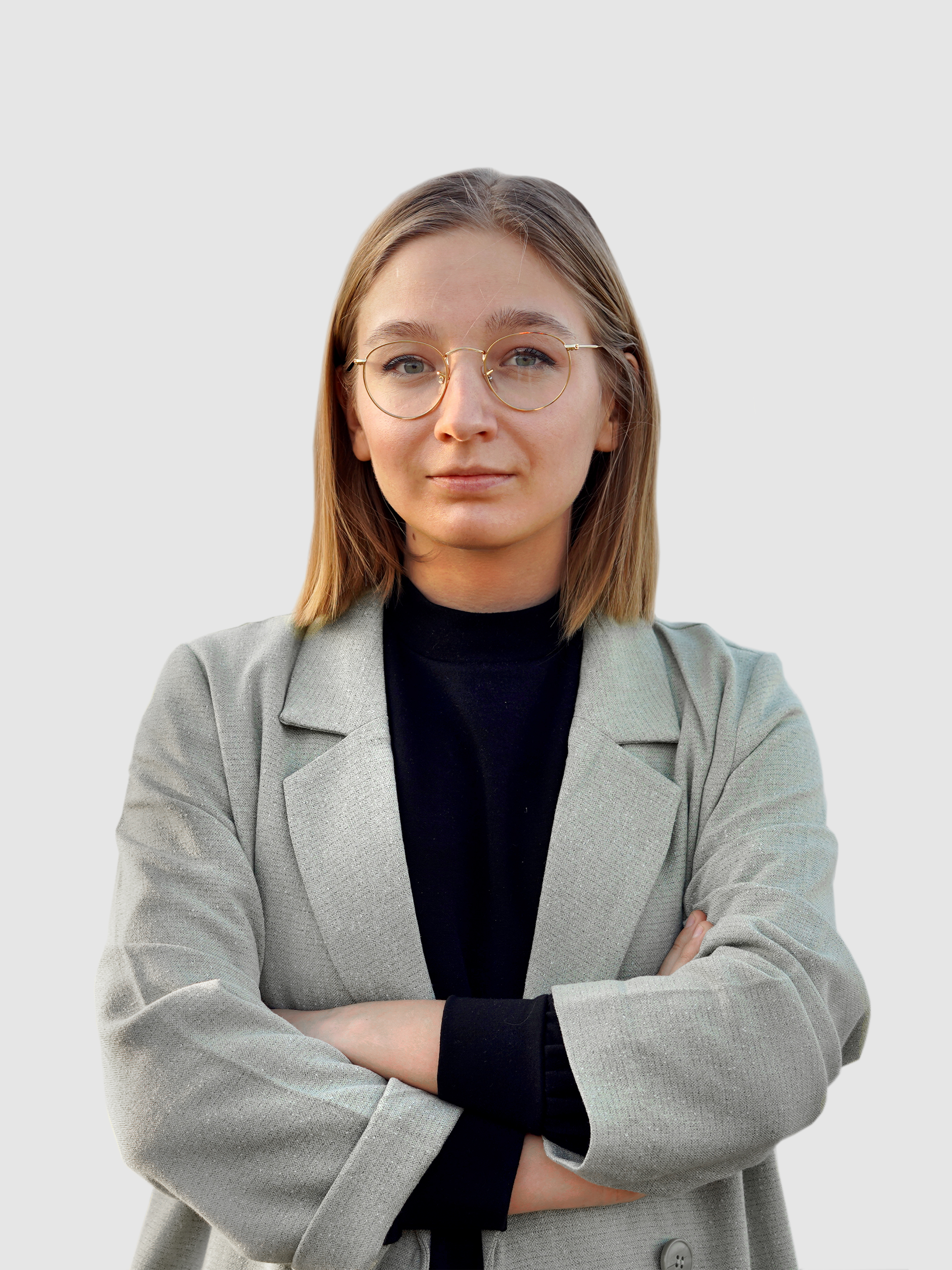
Lucie Hammecke (2021)

Lucie Hammecke (* 8. Oktober 1996 in Magdeburg) ist eine deutsche Politikerin (Bündnis 90/Die Grünen). Sie war 2019 bis 2024 Abgeordnete im Sächsischen Landtag.

## Leben
Hammecke wurde in Magdeburg geboren und wuchs in Wolmirstedt in Sachsen-Anhalt auf. Nach Abitur 2016 am dortigen Kurfürst-Joachim-Friedrich-Gymnasiums begann sie 2016 ein Bachelor-Studium im Fach Politikwissenschaft in Leipzig, welches sie 2019 abschloss. Hammecke lebt in Dresden.

## Politik
Nach der Bundestagswahl 2017 trat Hammecke in die Grüne Jugend ein. Im Januar 2018 wurde sie in den sächsischen Landesvorstand der Jugendorganisation gewählt. Über den neunten Platz der Landesliste von Bündnis 90/Die Grünen zog Hammecke bei der Landtagswahl in Sachsen 2019 mit 22 Jahren als jüngste Abgeordnete in den Sächsischen Landtag ein. Dort war sie in ihrer Fraktion Sprecherin für Gleichstellung, Europa, Justizvollzug und Queerpolitik. Außerdem war sie Mitglied im Ausschuss für Verfassung und Recht, Europa, Demokratie und Gleichstellung, im Ausschuss für Schule und Bildung und des Petitionsausschusses. Im November 2021 wählte die Fraktion Bündnis 90/Die Grünen im Sächsischen Landtag sie zur stellvertretenden Vorsitzenden. Bei der Landtagswahl 2024 kandidierte sie nicht erneut.
Darüber hinaus wurde Hammecke Mitglied der „Fachkommission zur gleichberechtigten Teilhabe von Frauen an Wahlämtern“, die von der Sächsischen Staatsministerin der Justiz und für Demokratie, Europa und Gleichstellung Katja Meier zur Beseitigung struktureller Hindernisse für Frauen in der Politik einberufen wurde. Zudem war sie Anstaltsbeirätin der Jugendstrafvollzugsanstalt Regis-Breitingen.
Auf Bundesebene ist Hammecke Mitglied im Präsidium des Bundesfrauenrates von Bündnis 90/Die Grünen und koordiniert die frauenpolitische Zusammenarbeit der Parteigliederungen und Fraktionen.